# Simmertal
Simmertal est une municipalité allemande située dans le land de Rhénanie-Palatinat et l'arrondissement de Bad Kreuznach.
Elle est jumelée avec la commune française de Oudon (Loire-Atlantique).